# Fundo de escala
Em um instrumento de medida, fundo de escala é o valor máximo que ele pode medir sem ser danificado. Por exemplo, é a maior indicação ou deflexão de um ponteiro que um instrumento analógico como um galvanômetro pode indicar.
Em um circuito digital, fundo de escala é o valor máximo que o sistema pode representar. Se um sinal dentro dele atingir seu valor máximo, todo o headroom está sendo utilizado, e qualquer aumento na amplitude do sinal irá resultar em uma distorção. A amplitude de um sinal digital em um sistema pode ser representada em porcentagem, ou decibéis (DBFS). O mesmo ocorre em qualquer circuito analógico, especialmente conversores de sinal analógico para digital, sendo que sem distorção alguma no processo, o fundo de escala é a voltagem máxima que o conversor consegue receber em sua entrada.
Ela é também uma referência de limite, ou valor máximo, como em um circuito eletrônico que se deseja um fundo de escala de 10V, com uma corrente de 10µA, deve-se usar um resistor de 10kΩ.